# Ernest Shackleton
Vous lisez un « bon article » labellisé en 2009.  Il fait partie d'un « thème de qualité ».
Pour les articles homonymes, voir Shackleton.
Ernest Shackleton, né le 15 février 1874 à Kilkea en Irlande et mort le 5 janvier 1922 sur l'île de la Géorgie du Sud, est un explorateur anglo-irlandais,, considéré comme l'une des principales figures de l'âge héroïque de l'exploration en Antarctique.
Shackleton prend contact pour la première fois avec les régions polaires en 1901 en tant que troisième officier lors de l'expédition Discovery menée par Robert Falcon Scott, qu'il doit quitter avant son terme pour raisons de santé.
Déterminé à faire oublier cet échec personnel, il retourne en Antarctique en 1907 comme chef de l'expédition Nimrod. En janvier 1909, il établit, alors, avec trois compagnons, un record avec une marque à la latitude 88°23'S, soit à près de 100 milles du pôle Sud. Cet exploit lui vaut d'être anobli par le roi Édouard VII dès son retour.
Après la conquête du pôle sud en 1911 par Roald Amundsen, Shackleton porte son attention à ce qu'il estime être le dernier grand objectif de l'Antarctique : la traversée du continent de la mer de Weddell à la mer de Ross via le pôle. Il monte, à cette fin l'expédition Endurance (1914-1917). La malchance le frappe lors de cette expédition et le navire, l'Endurance, se retrouve emprisonné plusieurs mois dans les glaces. Il est lentement écrasé par la pression des glaces, obligeant les hommes à débarquer. S'ensuit une série d'exploits - dont un ultime sauvetage sans aucune perte humaine – qui asseoit le mythe de Shackleton, bien que ce ne fût pas immédiatement reconnu.
En particulier, Shackleton et quelques marins triés sur le volet se lancent à travers les mers les plus hostiles du globe (le détroit de Drake, où règnent les vents et les houles des quarantièmes rugissants) à bord d'une simple chaloupe de l'Endurance que le charpentier de l'expédition a tant bien que mal modifiée. Parti de l'Antarctique, il parvient à rejoindre la côte méridionale de la Géorgie du Sud puis à traverser à pied cette île montagneuse et glaciale, parcourue de blizzards épouvantables pour atteindre la station baleinière britannique de Stromness  où il trouve enfin de l'aide pour lancer l'expédition de secours qui ramène sains et saufs tous les membres de son expédition.
En 1921, il retourne en Antarctique avec l'expédition Shackleton-Rowett, dans l'intention de mener à bien un programme scientifique et des explorations. Avant que le travail ne commence, quelques heures après avoir jeté l'ancre dans l'anse de Grytviken en Géorgie du Sud, Shackleton meurt d'une crise cardiaque dans sa goélette, le Quest. À la demande de son épouse, il est enterré sur place, où il a accompli l'un de ses plus grands exploits.
Loin de ses expéditions, la vie de Shackleton est généralement agitée et insatisfaisante. Cherchant à faire fortune rapidement, il lança un grand nombre d'entreprises dont aucune ne prospéra. Ses affaires financières sont plutôt nébuleuses et, à sa mort, il doit plus de 40 000 livres sterling (soit plus de 1,5 million £ de 2008). À l'annonce de sa mort, il est salué dans la presse européenne, puis tombe dans l'oubli, tandis que la réputation d'héroïsme de son rival Scott est entretenue.
Dans les années 1980, Shackleton est « redécouvert »,, et devient en peu d'années une figure culte, un modèle de leadership qui, dans des circonstances extrêmes, a gardé son équipe unie pour réaliser l'une des histoires de survie les plus mémorables de l'histoire polaire.

## Enfance et débuts

### Jeunesse
Ernest Henry Shackleton est né le 15 février 1874 à Kilkea, près de Athy dans le comté de Kildare au Royaume-Uni de Grande-Bretagne et d'Irlande. Henry, son père, est d'origine anglaise, du Yorkshire, et sa mère, née Henrietta Letitia Sophia Gavan, d'ascendance irlandaise,. Ernest est le deuxième des dix enfants de la famille, et le premier des deux fils.

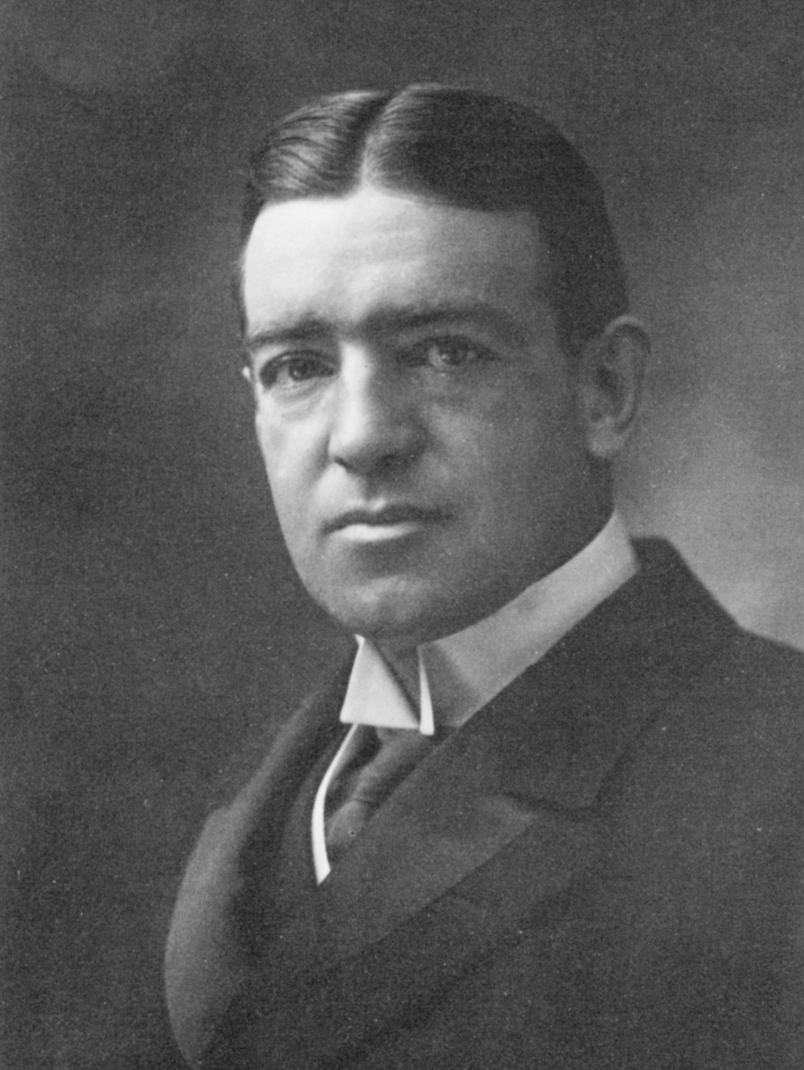
Ernest Shackleton photographié par Nadar.

En 1880, alors qu'Ernest a six ans, son père, Henry Shackleton, à la suite de difficultés dans les récoltes, abandonne sa vie de propriétaire terrien « quaker » et s'installe à Dublin avec femme et enfants pour étudier la médecine au Trinity College. Quatre ans plus tard, la famille déménage à nouveau, d'Irlande à Sydenham dans la banlieue sud de Londres. Ce choix est en partie dû à la recherche de meilleures perspectives professionnelles pour Henry devenu médecin. Un autre facteur y est peut-être lié : leur ascendance anglo-irlandaise aurait pu être mal vue, à la suite de l'assassinat en 1882 par des nationalistes irlandais de Frederick Cavendish, le Secrétaire en chef britannique de l'Irlande. Henrietta restera alitée le restant de ses jours après la naissance de leur dernière fille et ne peut plus s'occuper de ses enfants.
Dans son enfance, Shackleton, lecteur vorace, a une passion pour l'aventure. Une gouvernante l'éduque jusqu'à son entrée à l'école de Sydenham à l'âge de onze ans, puis à treize ans, il est admis au Dulwich College, l'une des principales écoles publiques pour garçons. Son père désire qu'il embrasse la profession de médecin mais les études ne passionnent guère Ernest ; elles l'ennuient même. Il dira plus tard : « Je n'ai jamais appris grand-chose sur la géographie à l'école… ni en littérature, qui consistait à disséquer […] et analyser certains passages de nos grands poètes et écrivains… les enseignants devraient faire très attention de ne pas gâcher le goût [de leurs élèves] pour la poésie […] en en faisant une corvée et une obligation ». Il obtient malgré tout, en 1890, la cinquième place de sa classe composée de trente et un élèves.

### Marine marchande
L'agitation de Shackleton à l'école est telle qu'il est autorisé à la quitter à seize ans pour aller en mer. Plusieurs options s'offrent à lui : devenir cadet de la Royal Navy sur le HMS Prince of Wales, alors HMS Britannia — mais cela n'est pas envisageable pour des raisons financières —, devenir cadet dans la marine marchande sur les navires HMS Worcester et HMS Conway, ou devenir apprenti marin sur un voilier. C'est cette dernière option qui est retenue. En effet, son père est en mesure de lui garantir un poste dans la North Western Shipping Company à bord du navire Hoghton Tower. Shackleton passe ainsi les quatre années suivantes en mer et apprend son métier, sur tous les océans, acquérant des connaissances variées au contact de personnes provenant de nombreux horizons, et apprenant à être « comme à la maison » avec ces hommes. En août 1894, après avoir navigué pour la White Star Line, il obtient son brevet pour devenir second officier et accepte un poste comme troisième officier sur un bateau à vapeur destiné au transport maritime de la Welsh Shire Line. Deux ans plus tard, il obtient son grade de second capitaine, et en 1898, il devient capitaine au long cours, ce qui lui permet de commander un navire britannique partout dans le monde.
En 1898, Shackleton rejoint l'Union-Castle Line, la ligne de transport de courriers et de passagers entre Southampton en Angleterre et Le Cap en Afrique du Sud. Il est, comme un de ses collègues le note, « loin du type habituel de nos jeunes officiers », satisfait de sa propre compagnie sans se montrer distant, « récitant des vers de Keats et de Browning », un mélange de sensibilité et d'agressivité, mais néanmoins sympathique. Après le déclenchement de la seconde guerre des Boers en 1899, Shackleton est affecté au navire de transport de troupes Tintagel Castle où, en mars 1900, il rencontre un lieutenant de l'armée, Cedric Longstaff, dont le père Llewellyn Longstaff est le principal financier de l'expédition Discovery alors organisée à Londres. Shackleton utilise cette relation pour obtenir une entrevue avec Llewellyn Longstaff espérant se faire engager pour l'expédition polaire. Longstaff, impressionné par son enthousiasme, le recommande au président de la Royal Geographical Society Clements Markham et précise qu'il veut que Shackleton soit accepté. Le 17 février 1901, sa nomination au poste de troisième officier sur le RRS Discovery, navire de l'expédition, est ainsi confirmée, soit peu de temps après avoir été nommé enseigne de vaisseau dans la Royal Naval Reserve. Même si l'Union-Castle donne officiellement son autorisation, c'est de fait la fin du service de Shackleton dans la marine marchande.

## L'expédition Discovery (1901-1904)

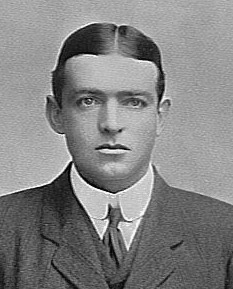
Ernest Shackleton vers 1907.

L'expédition Discovery, officiellement nommée National Antarctic Expedition, est le fruit de la volonté de Clements Markham, président de la Royal Geographical Society, qui la prépare depuis de nombreuses années. Elle est dirigée par Robert Falcon Scott, un lieutenant de torpilleur de la Royal Navy récemment promu capitaine de frégate, et comporte des objectifs tant scientifiques que géographiques. Bien que le Discovery ne soit pas une unité de la Royal Navy, le navire et l'expédition sont dirigés selon ses pratiques. En effet, Scott fait le nécessaire pour que l'équipage, les officiers et les scientifiques se soumettent à la discipline de la marine. Shackleton l'accepte, même si sa propre expérience et son instinct préconisent un autre style de leadership plus informel. Ses fonctions sont énumérées comme suit : « Chargé de l'analyse de l'eau de mer. Chargé des repas du carré des officiers. Chargé des stocks, des magasins et des provisions […] Il organise aussi les divertissements ».
Le RRS Discovery quitte Londres le 31 juillet 1901 et arrive sur la côte antarctique, en passant par Le Cap et la Nouvelle-Zélande, le 8 janvier 1902. Après le débarquement dans le détroit de McMurdo, Shackleton prend part le 4 février à une expérience de vol en ballon. Il participe également, avec les scientifiques Edward Adrian Wilson et Hartley Ferrar, au premier voyage en traîneaux de l'expédition depuis le camp de base sur l'île de Ross, et parvient ainsi à établir une route sûre sur la banquise nommée la « Grande Barrière de glace », ancien nom de la barrière de Ross. Au cours de l'hiver antarctique de 1902, dans les quartiers du Discovery pris dans les glaces, Shackleton publie le magazine de l'expédition : The South Polar Times. Selon le steward Clarence Hare, Shackleton est « le plus populaire des officiers parmi l'équipage, car très sociable ». Même si certains prétendent que cette popularité fait de lui un rival officieux de Scott, ceci n'est pas confirmé. En effet, Scott choisit Shackleton pour l'accompagner avec Wilson en exploration vers le Sud, marche organisée pour atteindre la plus haute latitude en direction du pôle Sud. Cette expédition n'est pas une réelle tentative pour atteindre le pôle mais elle indique le haut degré de confiance que Scott met en Shackleton, car aller le plus loin possible vers le Sud est d'une grande importance pour sa mission,.

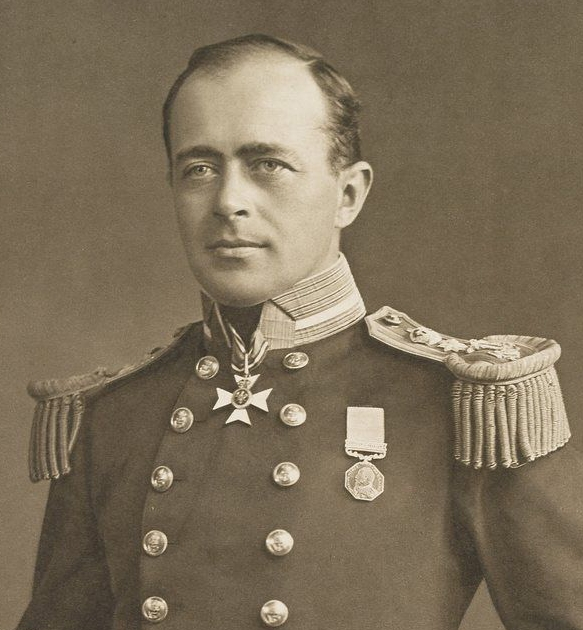
Robert Falcon Scott

L'équipe part le 2 novembre 1902. La marche est, comme Scott l'écrira plus tard, « une combinaison de succès et d'échecs ». La latitude record de 82°17'S est atteinte, battant ainsi le précédent record établi en 1900 par Carsten Borchgrevink, mais le voyage est contrarié par la mauvaise performance des chiens de traîneaux que les hommes n'ont pas appris à mener et qui, mal entraînés, tombent rapidement malades, leur nourriture étant devenue viciée. Aucun des 22 chiens ne survivra à cette marche. Les trois hommes, quant à eux, ont tous souffert par moments de la « cécité des neiges », d'engelures et, finalement, du scorbut. Sur le chemin du retour, Shackleton a de son propre aveu failli pendant plusieurs jours, ne pouvant plus s'acquitter de sa part du travail mais il démentira plus tard l'affirmation de Scott dans The Voyage of the Discovery selon laquelle il avait été transporté sur un traîneau. Toutefois, il était faible, et Wilson écrit dans son journal le 14 janvier : « Shackleton a été tout sauf en forme, et aujourd'hui son état empire : il a le souffle court et tousse constamment. Il a aussi d'autres symptômes plus sérieux qui n'ont pas besoin d'être détaillés ici mais qui ont des conséquences non négligeables à 160 miles du bateau ».
Le 4 février 1903, les trois hommes arrivent finalement au Discovery. Après un examen médical qui se révèle peu concluant, Scott décide de renvoyer Shackleton par le bateau de la relève SY Morning, arrivé au détroit de McMurdo en janvier 1903. Scott écrit : « Il ne devrait pas prendre de nouveaux risques dans son état de santé actuel ». Certains supposent que les motivations de Scott pour congédier Shackleton sont liées à la popularité de Shackleton dans l'équipage et que la mention de son état de santé n'est qu'un prétexte pour se débarrasser de lui. Des années après la mort de Scott, Wilson et Shackleton, Albert Armitage, commandant en second de l'expédition, affirmera qu'il y avait eu une brouille lors de la marche, et que Scott avait dit au médecin du navire que « s'il ne repartait malade, il repartirait dans le déshonneur ». Il n'y a cependant pas de confirmation du récit d'Armitage. Shackleton et Scott sont restés en bons termes, au moins jusqu'à la publication du journal de Scott The Voyage of the Discovery. Bien qu'en public ils se soient montrés mutuellement respectueux et cordiaux l'un envers l'autre, selon le biographe Roland Huntford, l'attitude de Shackleton à l'égard de Scott s'est transformée en « mépris et aversion » ; son orgueil blessé nécessitait « un retour en Antarctique et une tentative de dépasser Scott ».

## Entre Discovery et Nimrod

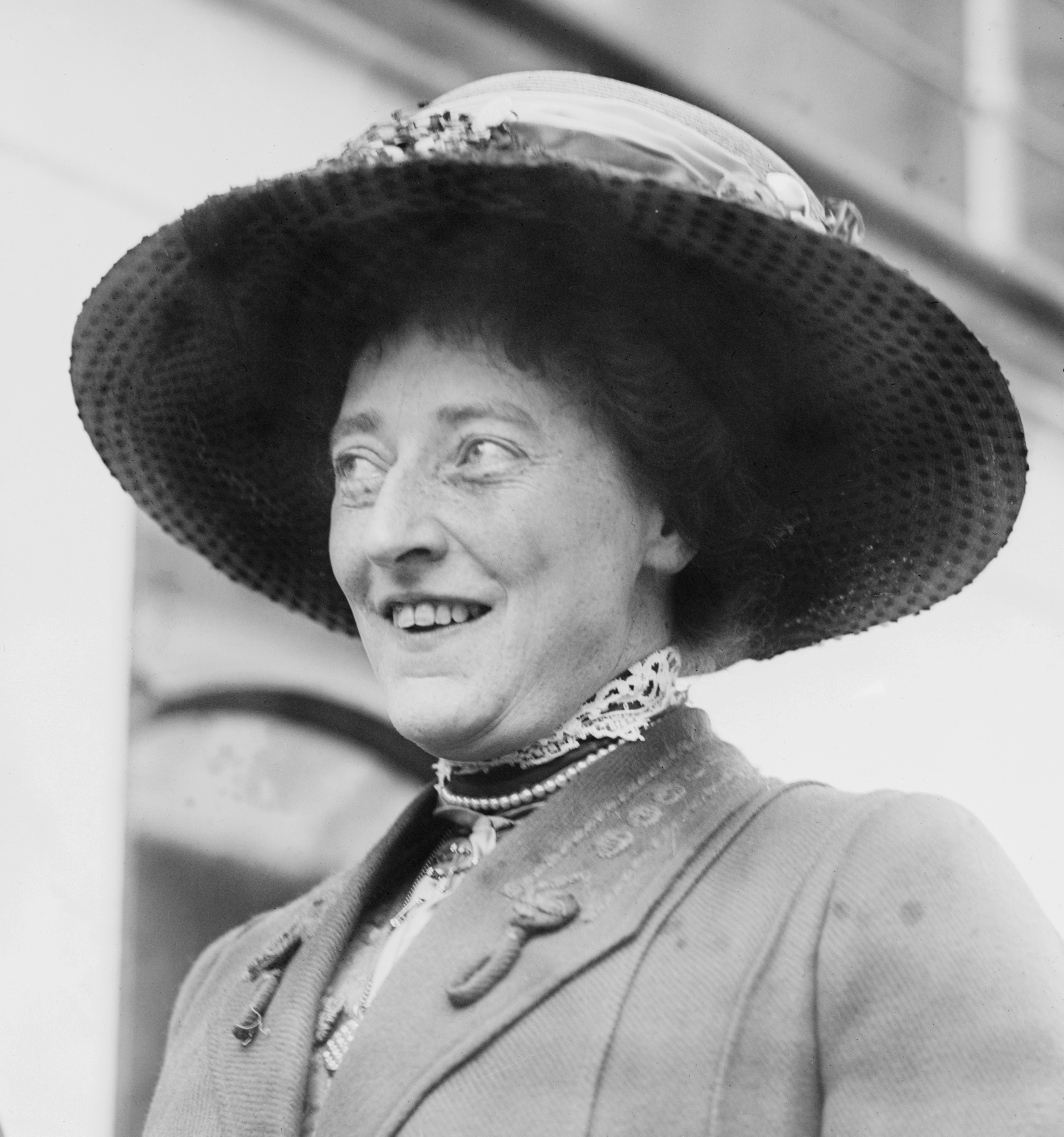
L'épouse de Sir Ernest Shackleton, Emily Shackleton (née Dorman).

Après une période de convalescence en Nouvelle-Zélande, Shackleton retourne en Angleterre via San Francisco et New York. Ayant été l'un des trois premiers hommes à avoir pénétré aussi loin le continent antarctique, il est très sollicité pour des conférences. L'Amirauté, en particulier, souhaite le consulter au sujet de leurs nouvelles propositions de sauvetage du Discovery toujours pris dans les glaces du détroit de McMurdo. Avec la bénédiction de Sir Clements Markham, il accepte un poste temporaire afin d'aider à l'aménagement du navire Terra Nova, pour une deuxième tentative. Il accepte d'organiser les secours mais il décline l'offre de se rendre jusqu'au bateau de Scott en tant que second. Il aide également à équiper la canonnière argentine Uruguay, qui part secourir l'expédition Antarctic du suédois Otto Nordenskjöld, de l'autre côté du continent, vers la pointe de la péninsule Antarctique. À la recherche d'un emploi permanent, Shackleton postule pour une commission régulière à la Royal Navy dans une relative discrétion. Malgré le soutien de Markham et du président de la Royal Society, cette demande n'est pas accordée. Il devient alors journaliste au Royal Magazine, mais trouve ce travail insatisfaisant. On lui propose le poste de secrétaire de la Royal Scottish Geographical Society à Édimbourg (RSGS) qu'il accepte. Il prend ses fonctions le 11 janvier 1904.
La même année, le 9 avril 1904, Shackleton épouse Emily Dorman, issue d'une riche famille d'hommes de lois, à l'église de Westminster. Ils auront deux fils, Raymond et Edward, et une fille, Cecily, qui se vouera, comme sa mère au scoutisme naissant. Par ailleurs, il entretiendra durant son mariage plusieurs liaisons, dont une avec l'actrice américaine Rosa Lynd (Rosalind Chetwynd), liaison qui débutera en 1910 et se poursuivra jusqu’à la mort de l'explorateur.
En 1905, Shackleton devient actionnaire dans une entreprise qui espère faire fortune en transportant les troupes russes chez elles depuis l'Extrême-Orient. En dépit des assurances données à son épouse que lui et ses associés sont « pratiquement sûrs du contrat », le projet n'aboutit pas. Shackleton s'essaye également à la politique, se présentant à l'élection générale de 1906 comme candidat du Liberal Unionist Party pour Dundee, mais finit quatrième sur cinq avec 3 865 votes contre 9 276 pour le premier. Entretemps, il prend un emploi chez un riche industriel de la Clydeside, William Beardmore (futur Lord Invernairn), avec une liberté de manœuvre pour sonder des clients potentiels et divertir les relations d'affaires de Beardmore. Il devient l'amant de l'épouse de son patron Beardmore. Toutefois, Shackleton ne cache pas son ambition de retourner en Antarctique à la tête de sa propre expédition.
Beardmore est suffisamment impressionné par Shackleton pour lui offrir une aide financière, mais des dons complémentaires s'avèrent difficiles à trouver. Néanmoins, en février 1907, Shackleton présente ses plans pour une expédition en Antarctique, dont les détails, sous le nom de British Antarctic Expedition, sont publiés dans le bulletin d'information de la Royal Society. L'objectif est la conquête du pôle Sud géographique et celle du pôle Sud magnétique. Shackleton dépense alors beaucoup d'énergie pour persuader ses riches amis et connaissances de participer financièrement, y compris Sir Philip Brocklehurst qui souscrit 2 000 livres sterling — équivalent à £150 000 en 2008 — afin d'obtenir une place dans l'expédition, l'écrivain Campbell Mackellar et Edward Guinness (Lord Iveagh), dont la contribution est obtenue moins de deux semaines avant le départ du navire Nimrod.

## L'expédition Nimrod (1907-1909)

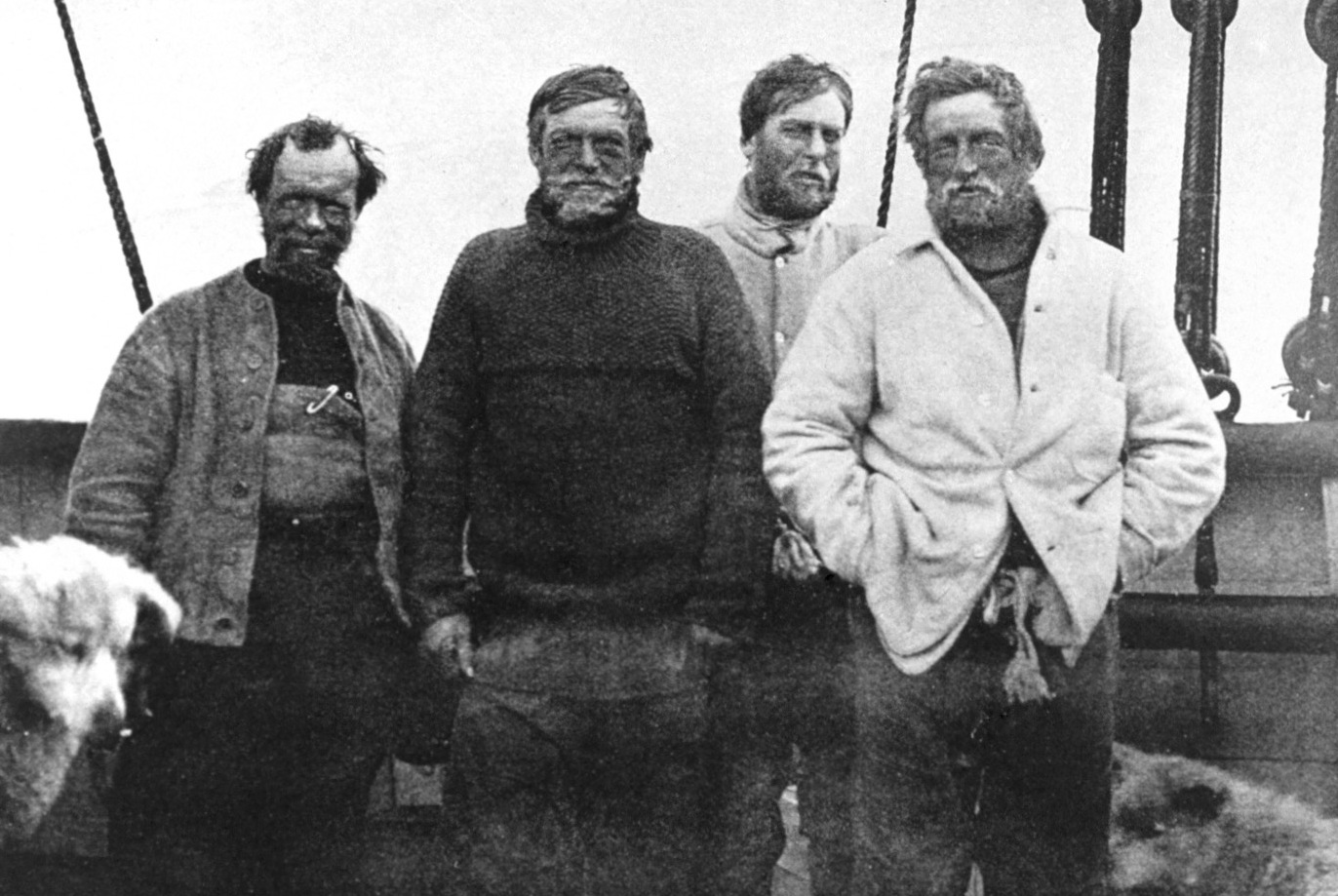
L'équipe du pôle Sud lors de l'expédition Nimrod
De gauche à droite : Frank Wild, Ernest Shackleton, Eric Marshall et Jameson Adams.

Le 1er janvier 1908, le Nimrod en partance de Lyttelton Harbour en Nouvelle-Zélande met le cap sur l'Antarctique. Shackleton envisage d'utiliser l'ancienne base de l'expédition Discovery dans le détroit de McMurdo pour lancer sa marche vers le pôle Sud géographique et magnétique. Cependant, avant de quitter l'Angleterre, il est soumis à des pressions et est contraint de renoncer à ce projet car Scott revendique cette base pour ses propres recherches. Shackleton accepte alors avec réticence de chercher d'autres quartiers d'hiver, soit dans une crique sur la barrière de Ross que le Discovery a brièvement explorée en 1902, soit dans la terre du Roi-Édouard-VII.
Après avoir convaincu le gouvernement néo-zélandais et l'Union Steamship Company de partager les frais de remorquage pour conserver le charbon, le navire est tracté par le Koonya sur environ 2 655 km jusqu'au pack de l'Antarctique. Conformément à sa promesse faite à Scott, Shackleton dirige le navire vers le secteur à l'est de la barrière de glace, où il arrive le 21 janvier 1908. L'équipage constate alors que la crique s'est élargie pour former une grande baie, dans laquelle se trouvent des centaines de baleines, ce qui le conduit immédiatement à baptiser cette zone la baie des Baleines. La glace se montrant instable, cela exclut la création d'une base sécurisée sur place. Une longue recherche d'un ancrage sur la terre du Roi-Édouard-VII s'avère aussi inutile, forçant Shackleton à rompre son engagement auprès de Scott et à mettre les voiles pour le détroit de McMurdo. Cette décision, selon l'officier en second Harbord Arthur, est « dictée par le bon sens » compte tenu de la glace, de la pénurie de charbon et de l'absence d'une base connue plus proche.

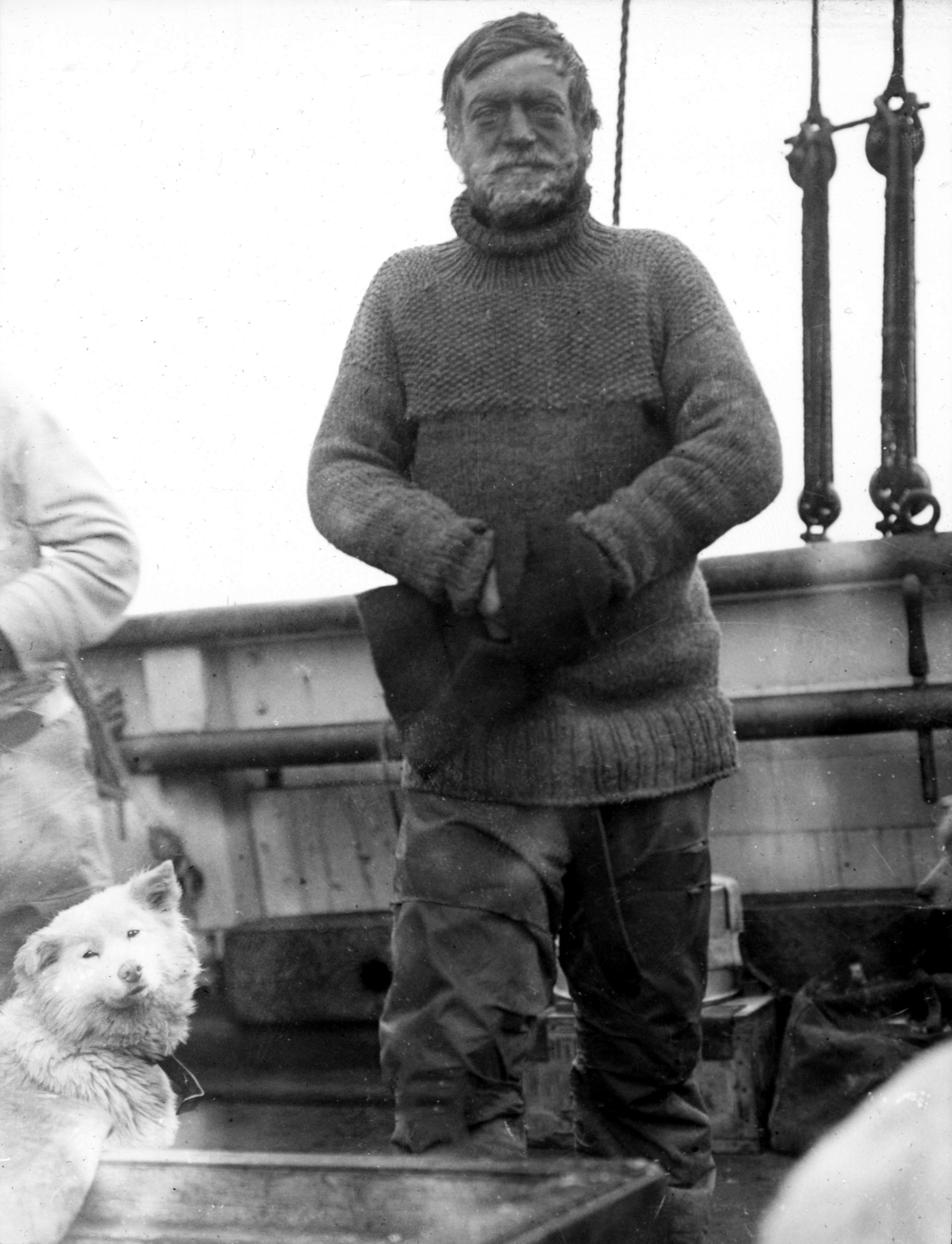
Ernest Shackleton lors de l'expédition Nimrod.

Le Nimrod arrive à McMurdo le 29 janvier, mais est arrêté par la glace à 26 km au nord de l'ancienne base de l'expédition Discovery dans la péninsule de Hut Point. Après des retards considérables, la base de Shackleton est finalement établie au cap Royds, à environ 39 km au nord de Hut Point. L'équipe est de bonne humeur, malgré les conditions difficiles, et le fait que Shackleton communique avec chacun contribue à garder tout le monde heureux et concentré. Le géologue Philip Brocklehurst note que Shackleton a « une faculté pour traiter chaque membre de l'expédition, comme s'il était précieux pour lui ».
Le « Grand voyage austral », comme l'appelle Frank Wild, de 3 000 km commence le 19 octobre 1908. Le 9 janvier 1909, Shackleton et trois hommes (Wild, Eric Marshall et Jameson Adams) atteignent une latitude record à 88°23'S, soit un point à seulement 180 km du pôle Sud et symboliquement à près de 100 milles. En route, les quatre hommes découvrent le glacier Beardmore et deviennent ainsi les premières personnes à voir et à fouler le plateau antarctique. Leur retour à McMurdo est une course contre la famine, se contentant de demi-rations une grande partie du voyage. Ils arrivent à Hut Point juste à temps pour prendre le bateau de retour.
Les autres principales réalisations de l'expédition comprennent la première ascension du mont Erebus et la découverte de l'emplacement approximatif du pôle Sud magnétique le 16 janvier 1909 par Edgeworth David, Douglas Mawson et Alistair Mackay. Shackleton retourne en héros au Royaume-Uni et peu après publie le compte rendu de son expédition dans The Heart of the Antarctic.

## Entre Nimrod et Endurance

### Héros
À son retour, Boss, comme ses hommes l'appellent, reçoit rapidement les honneurs. Le roi Édouard VII l'investit comme commandeur de l'ordre royal de Victoria le 12 juillet, puis il est promu Chevalier lors de l'anniversaire du roi en novembre, devenant ainsi Sir Ernest Shackleton. Il est honoré par la Royal Geographical Society qui lui décerne une médaille d'or et tous les membres débarqués de l'expédition Nimrod reçoivent la médaille polaire d'argent. Shackleton a également été nommé Younger Brother — « Jeune Frère » — de la Trinity House, un grand honneur pour les marins britanniques.

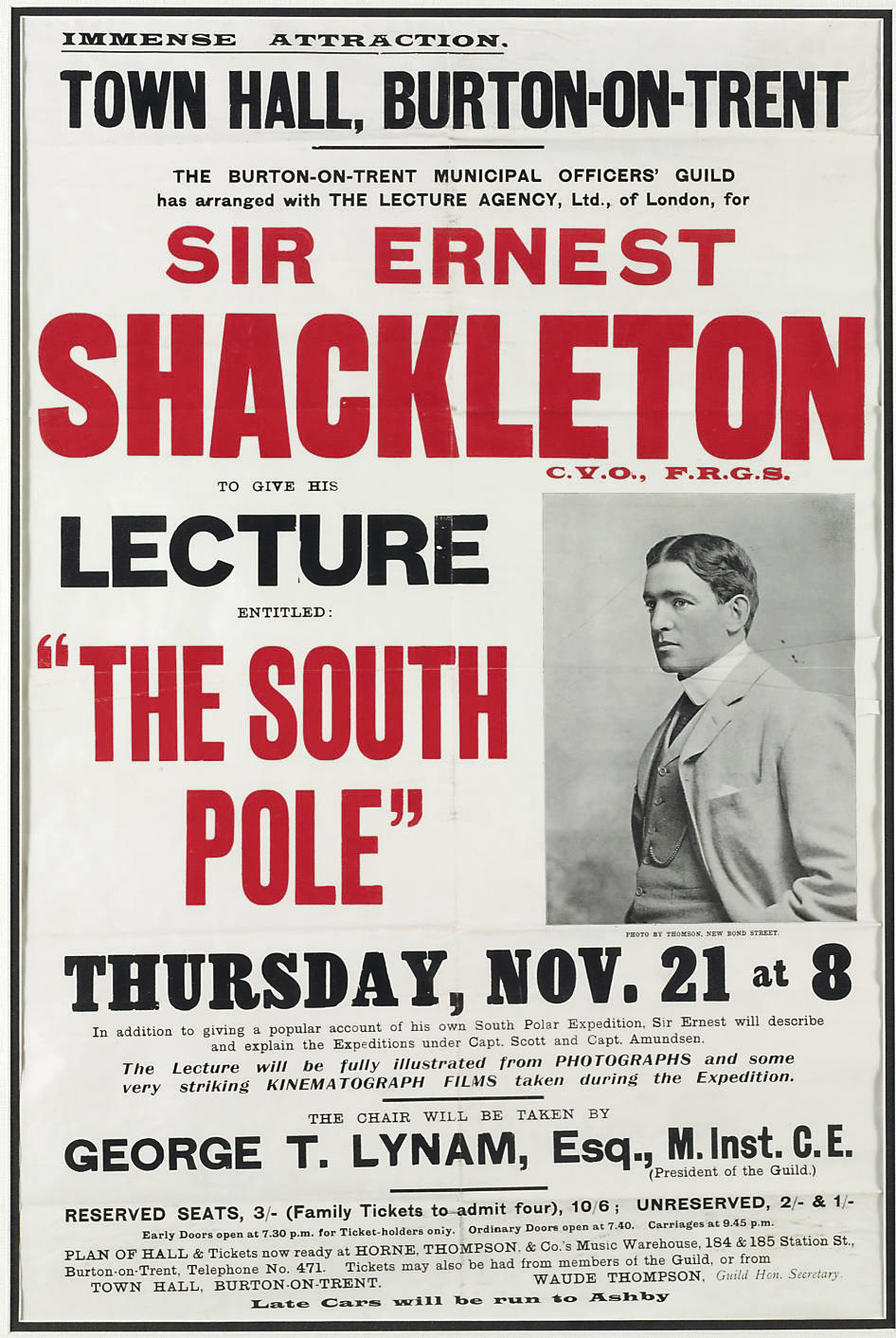
Shackleton fit de nombreuses conférences sur ses expéditions mais aussi sur celles de Scott et Amundsen.

Outre les honneurs officiels, les exploits de Shackleton sont accueillis avec beaucoup d'enthousiasme en Grande-Bretagne. Proposant un toast à l'explorateur lors d'un déjeuner donné en son honneur par les sociétés du Royal Societies Club, Hardinge Giffard (Lord Halsbury), ancien lord chancelier, déclare : « Quand on se souvient de ce par quoi il est passé, on ne peut croire à la prétendue dégénérescence de la race britannique. On ne croit pas que nous avons perdu tout sens de l'admiration pour le courage [et] l'endurance ». L'héroïsme de Shackleton est aussi affirmé par l'Irlande : le Evening Telegraph de Dublin titre « Le pôle Sud presque atteint par un Irlandais », alors que le Dublin Express parle de ses « qualités héritées de son ascendance irlandaise ». Les autres explorateurs expriment aussi leur admiration : Roald Amundsen écrit dans une lettre au Secrétaire de la Royal Geographical Society John Scott Keltie que « la nation anglaise a, par cet acte de Shackleton, remporté une victoire qui ne pourra jamais être dépassée » et même dans le compte-rendu de son épopée au pôle, il reconnaîtra : « Sir Ernest Shackleton sera toujours le nom inscrit en lettres de feu dans les annales de l'exploration en Antarctique ». Fridtjof Nansen envoie une lettre à Emily Shackleton faisant l'éloge de cette « expédition unique qui a été un vrai succès à tous les égards ». La réalité est, toutefois, que l'expédition laisse Shackleton profondément endetté. Malgré ses efforts, il faut une action gouvernementale, sous la forme d'une subvention de 20 000 livres sterling — environ 1,5 million £ de 2008 — pour couvrir ses obligations les plus pressantes. Il est probable que beaucoup de ses dettes ont été, à terme, effacées.

### De nouvelles perspectives
Immédiatement après son retour, Shackleton s'engage dans un harassant programme d'apparitions publiques, de conférences et d'engagements sociaux. Il cherche ensuite à tirer profit de sa célébrité en faisant fortune dans le monde des affaires. Parmi les projets qu'il espère voir se développer se trouvent une entreprise de tabac, la vente à des philatélistes de timbres comportant la mention « Terre du Roi-Édouard-VII » (sur la base de sa nomination en tant que receveur des postes en Antarctique par les autorités néo-zélandaises) et le développement d'une concession minière qu'il a acquis près de la ville de Nagybanya en Hongrie (la ville fait maintenant partie de la Roumanie et se nomme Baia Mare). Aucune de ces entreprises ne voit le jour, et sa principale source de revenu provient de ses tournées. Il nourrit toujours des pensées de retour en Antarctique, même si, en septembre 1910, ayant récemment déménagé avec sa famille à Sheringham dans le Norfolk, il écrit à Emily : « Je ne retournerai jamais vers le Sud, et je pense que ma place est maintenant à la maison ». Il est ainsi en pourparlers avec Douglas Mawson pour une expédition scientifique en Antarctique, sur la côte entre le cap Adare et le Gaussberg, et écrit à ce sujet à la RGS en février 1910,.
La reprise éventuelle par Shackleton de la quête du pôle Sud dépend alors des résultats de l'expédition Terra Nova de Scott, qui quitte Cardiff en juillet 1910. Au printemps 1912, le monde apprend que le pôle est conquis par le Norvégien Roald Amundsen et le sort de l'expédition de Scott n'est pas encore connu. Shackleton a, lui, l'esprit tourné vers un projet qui avait été annoncé puis abandonné par l'explorateur écossais William Speirs Bruce, d'une traversée du continent antarctique après un débarquement dans la mer de Weddell, un passage par le pôle Sud puis une poursuite vers le détroit de McMurdo dans le secteur de la mer de Ross. Bruce, qui a échoué à acquérir un soutien financier suffisant, se montre ravi que Shackleton adopte son plan, qui est similaire à celui de l'explorateur allemand Wilhelm Filchner. Filchner avait quitté Bremerhaven en mai 1911, puis, en décembre 1912, des nouvelles arrivèrent de Géorgie du Sud pour signaler que son expédition avait échoué. Le voyage transcontinental est, d'après Shackleton, le « grand objectif [restant] des voyages en Antarctique » et il est désormais sans concurrence sur celui-ci.

## L'expédition Endurance (1914-1917)

L'expédition Endurance sur une carte de l'Antarctique tel qu'il est connu de nos jours.

- Le voyage de l’Endurance
- La dérive de l’Endurance pris dans les glaces
- Après que le navire a coulé, dérive sur le pack et voyage en canot vers l'île de l'Éléphant
- Le voyage du canot James Caird jusqu'en Géorgie du Sud
- Le trajet de l'expédition tel qu'il était prévu à l'origine[Note 8]
- Le voyage de l’Aurora
- La prise dans le pack de l’Aurora et son remorquage, laissant sur place une partie de l'équipe
- La mise en place des dépôts de provisions

### Préparations
Au début de l'année 1914, Shackleton publie les détails de sa nouvelle expédition qu'il nomme officiellement Imperial Trans-Antarctic Expedition (« expédition impériale transantarctique »). Deux navires seront employés : l’Endurance qui transportera l'équipe principale en mer de Weddell, dans le but de débarquer en baie de Vahsel, d'où une équipe de six personnes, dirigée par Shackleton, commencera la traversée du continent ; pendant ce temps, un second navire, l’Aurora, mènera une autre équipe sous les ordres du capitaine Æneas Mackintosh au détroit de McMurdo de l'autre côté du continent en mer de Ross. Cette dernière équipe spécialisée dans le soutien devra alors établir des dépôts d'approvisionnement à travers la barrière de Ross jusqu'au glacier de Beardmore, afin de permettre à l'équipe transcontinentale d'achever son périple de 2 900 km à travers le continent,. L’Endurance n'est pas un nom donné par hasard, il provient de la devise familiale de Shackleton : « Par l'endurance nous vaincrons ».
Malgré la mauvaise image donnée par le procès pour escroquerie impliquant son frère Frank, Shackleton utilise ses compétences d'orateur pour obtenir des fonds et l'expédition est ainsi financée en grande partie par des dons privés, en plus des 10 000 £ — environ 680 000 £ en 2008 — apportés par gouvernement britannique. L'industriel écossais Sir James Key Caird donne 24 000 £, l'industriel des Midlands Sir Dudley Docker 10 000 £ et l'héritière d'une firme de tabac, Janet Stancomb-Wills, participe aussi pour un montant inconnu, décrit comme « généreux ». L'intérêt du public pour l'expédition est considérable et Shackleton reçoit plus de 5 000 candidatures. Dans son local de la rue Burlington à Londres, ses méthodes d'entrevue et de sélection semblent parfois excentriques. Estimant que le caractère et le tempérament sont aussi importants que la capacité technique, il pose donc des questions peu conventionnelles. Ainsi, il demande au physicien Reginald James s'il sait chanter, d'autres sont acceptés au premier coup d'œil parce que Shackleton aime leur allure, ou après des entretiens des plus brefs. Shackleton se montre également plus souple avec la hiérarchie traditionnelle, attendant de tous les hommes, y compris les scientifiques, qu'ils prennent leur part de corvées sur le navire.
Malgré le déclenchement de la Première Guerre mondiale le 3 août 1914, le départ de l’Endurance est accordé par le Premier Lord de l'Amirauté, Winston Churchill, via un télégramme laconique puisqu'il n'est composé que d'un seul mot : « Poursuivez » (Proceed). Le navire quitte les eaux britanniques le 8 août et Shackleton le rejoint le 27 septembre, lors d'une escale à Buenos Aires.

### Perte de l’Endurance
L’Endurance quitte la Géorgie du Sud pour la mer de Weddell le 5 décembre, avec comme cap la baie de Vahsel. Le pack se montre important, ralentissant les progrès du navire. Arrivé en eaux profondes dans la mer de Weddell, les conditions météorologiques se détériorent progressivement jusqu'à ce que le 19 janvier 1915, l’Endurance soit bloqué dans la glace. Le 24 février, réalisant que le navire sera « emprisonné » jusqu'au printemps suivant, Shackleton ordonne l'abandon des tâches habituelles sur le navire qu'il fait modifier en abri pour l'hivernage. Le bateau dérive lentement vers le nord au cours des mois suivants, toujours sans possibilité de naviguer. Quand le printemps arrive en septembre, la rupture des morceaux de glace et leurs mouvements provoquent de fortes pressions sur la coque du navire.

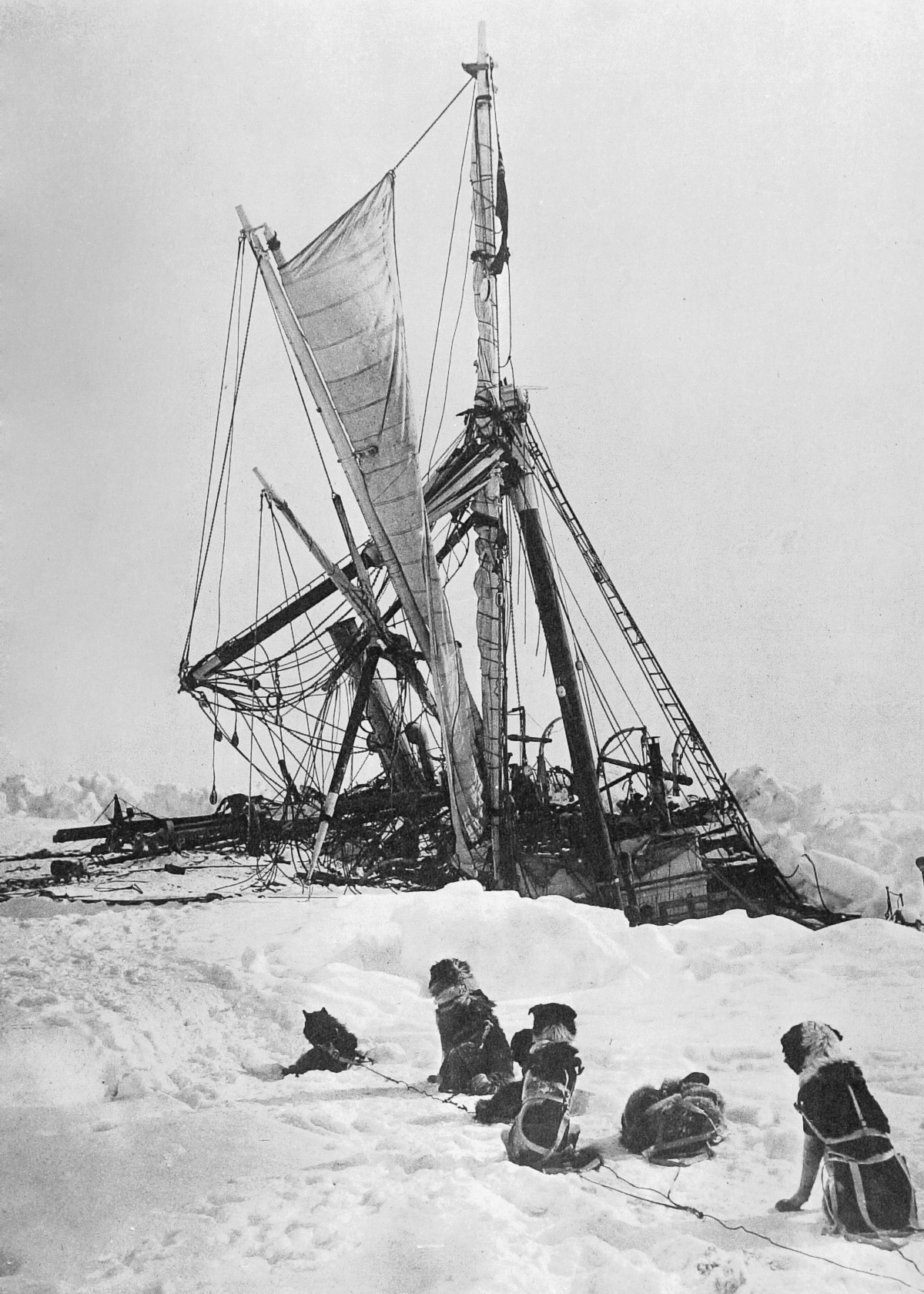
LEndurance broyé par les glaces, sur le point de couler en novembre 1915.

Jusqu'à ce moment, Shackleton espérait que le bâtiment, une fois libéré de la glace, continuerait sa route vers la baie de Vahsel ; mais le 24 octobre, l'eau commence à s'infiltrer dans la coque. Après quelques jours, par 69° 05′ S, 51° 30′ O, Shackleton donne l'ordre d'abandonner le navire, et les hommes transfèrent alors les provisions et équipements sur la glace. Le 21 novembre 1915, le bateau est totalement broyé et aspiré sous la surface.
Pendant près de deux mois Shackleton et son équipe campent sur la banquise, espérant qu'elle dérive vers l'île Paulet, au nord, à près de 400 km de là, car ils savent que des provisions y sont déposées pour les naufragés du voilier L'Antarctic depuis douze ans. Après avoir échoué à cette dangereuse entreprise, à cause de la dérive qui les en éloigne, Shackleton décide de monter un autre camp (Patience Camp) sur cette banquise mouvante, se fiant à nouveau au courant qui la pousse vers le détroit de Drake, au nord. Il veut dériver vers les eaux libres pour mettre les canots à la mer et atteindre une île de l'extrémité de la péninsule Antarctique. Le 17 mars, leur camp est à moins de 100 km de l'île Paulet, mais la glace trop épaisse les en sépare. Ils ne peuvent l'atteindre. Le 9 avril, leur banquise se brise. Shackleton ordonne alors à l'équipage de mettre les canots à la mer et de naviguer vers la terre la plus proche. Après cinq jours et cinq nuits sur une mer agitée et glaciale, les hommes, épuisés, débarquent à l'île de l'Éléphant, roche escarpée et couverte de glaces. La préoccupation de Shackleton pour ses hommes est telle qu'il donne ses mitaines au photographe de l'expédition Frank Hurley, qui avait perdu les siennes. Shackleton en aura quelques doigts gelés.
L’Endurance ne sera retrouvé qu'en 2022 par 3 000 mètres de fond dans la mer de Wedell.

### Le voyage duJames Caird

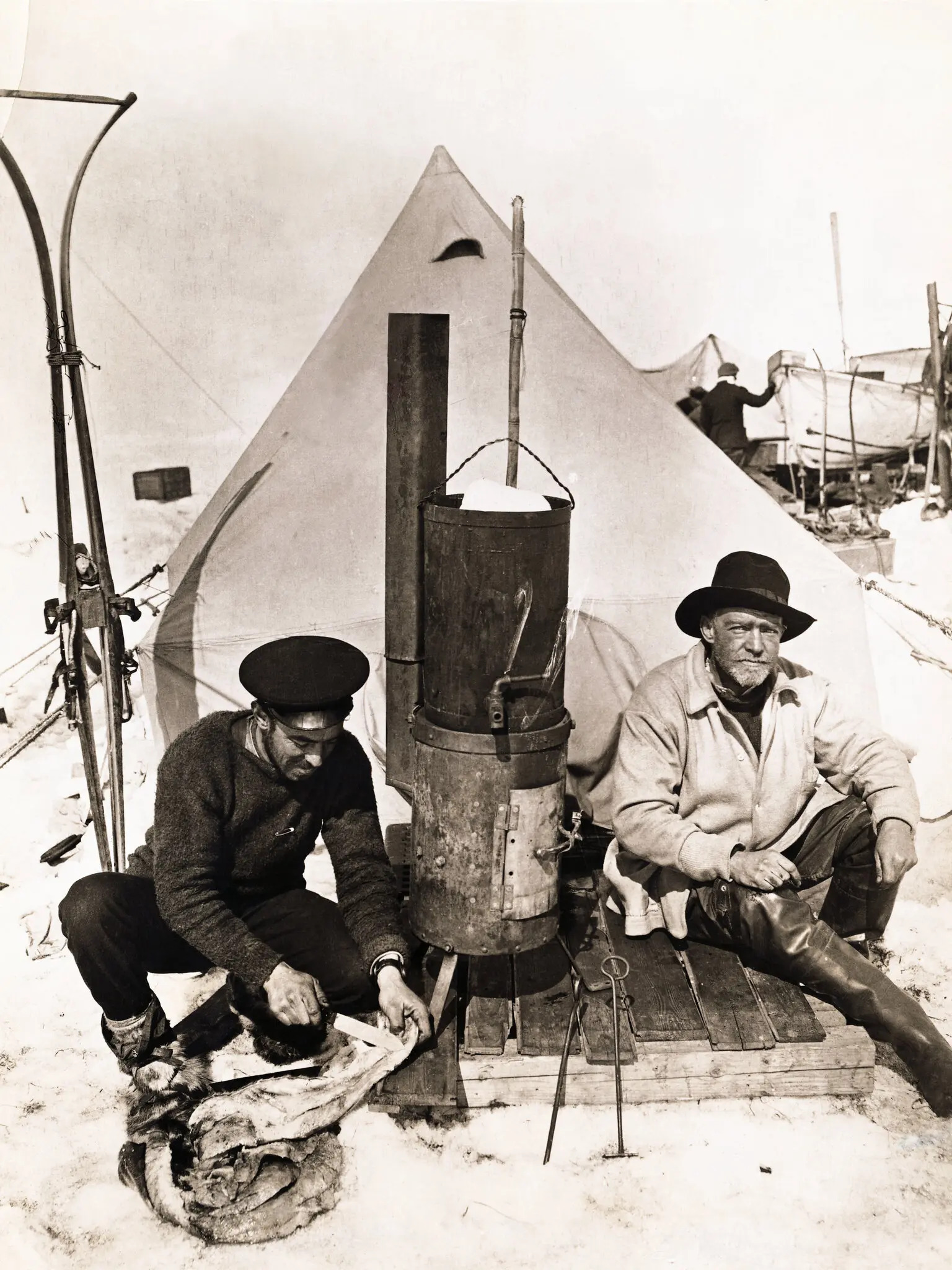
Frank Hurley et Ernest Shackleton

L'île de l'Éléphant est inhospitalière, loin de toutes routes maritimes. Shackleton prend donc le risque d'aller dans le sens du courant à bord du plus grand des trois canots de sauvetage, avec cinq compagnons, jusqu'à la lointaine Géorgie du Sud où il sait pouvoir trouver de l'aide dans les stations baleinières. Le plus robuste des canots, une baleinière baptisée James Caird d'après le principal financier de l'expédition, est choisi pour le voyage. Le charpentier de marine Harry McNish fait plusieurs améliorations : la surélévation des bords, le renforcement de la coque, la construction d'un pont de fortune en bois et en toile avec les quelques voiles qu'ils ont emportées de l'Endurance, une mature de fortune, ainsi que le colmatage avec de la peinture à l'huile et du sang de phoque. Shackleton choisit cinq hommes pour le voyage : Frank Worsley, capitaine de l’Endurance, comme responsable de la navigation, Thomas Crean, qui le « supplie » de l'accompagner, lui qui s'est déjà montré héroïque lors de la première expédition de Scott, deux marins au caractère difficile, Timothy McCarthy et John Vincent, et enfin, le charpentier Harry McNish. Shackleton avait eu précédemment un différend avec McNish, mais, même s'il ne pardonne pas l'insubordination antérieure du charpentier, Shackleton reconnaît sa valeur au travail.
Shackleton ne veut pas emporter plus de quatre semaines de provisions, sachant que s'ils n'atteignent pas la Géorgie du Sud dans ce délai, le bateau et son équipage seraient perdus. Le James Caird est mis à l'eau le 24 avril 1916 et au cours des quinze jours suivants, il navigue dans les eaux de l'océan Austral à la merci des vents et du courant, en danger constant de chavirer. Le 8 mai, grâce aux compétences exceptionnelles de Worsley pour la navigation, les côtes de la Géorgie du Sud sont en vue, mais une tempête fait rage et les empêche d'accoster. L'équipage, épuisé, assoiffé, affamé, est obligé de se tenir à distance des côtes où il risquerait de s'écraser. Ils apprendront plus tard que cette tempête a coulé un bateau à vapeur de 500 tonneaux en route vers la Géorgie du Sud depuis Buenos Aires. Le jour suivant, ils peuvent enfin accoster sur la rive sud de l'île, dans la baie du roi Haakon, malheureusement déserte. Après neuf jours de récupération, trois hommes sont encore très fragiles, il est impossible de risquer de se rendre sur la côte septentrionale abritée de l'île où sont les stations baleinières, Shackleton décide de tenter la traversée de l'île par l'intérieur. S'il est probable que des baleiniers norvégiens avaient déjà pénétré l'île à ski à certains endroits, personne n'avait tenté cette route auparavant. Laissant les trois plus faibles, McNish, Vincent et McCarthy sur place, Shackleton, Worsley et Crean traversent l'île montagneuse en 36 heures dans une course folle contre la nuit et le jour allant jusqu'à luger depuis le haut de monts de 1 350 mètres pour atteindre Stromness,.

### Le sauvetage

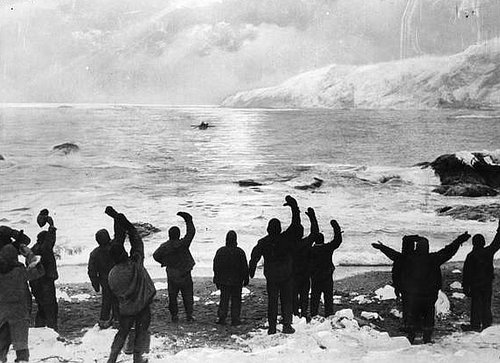
Les 22 hommes laissés sur l'île de l'Éléphant saluent le départ de Shackleton parti chercher du secours.

Shackleton envoie immédiatement un bateau chercher les trois hommes de l'autre côté de la Géorgie du Sud, pendant qu'il organise le sauvetage des hommes restés sur l'île de l'Éléphant. Ses trois premières tentatives sont contrariées par le pack qui barre l'accès à l'île. Il fait alors appel au gouvernement chilien, qui lui offre le Yelcho, un petit remorqueur de sa marine. Le Yelcho atteint l'île de l'Éléphant le 30 août (128 jours après le départ du James Caird), et Shackleton évacue rapidement les 22 hommes.
Il reste cependant des hommes de l'autre côté du continent, sur l'île de Ross dans la mer du même nom, bloqués au cap Evans, après que l’Aurora a été arraché à ses amarres par le mouvement des glaces et a dérivé loin en mer, le gouvernail rompu. Le navire, après plusieurs mois, est retourné en Nouvelle-Zélande remorqué par un bateau qui a capté son message de détresse. Shackleton s'y rend à bord de l’Aurora réparé et tente le sauvetage. Le groupe d'hommes, malgré de nombreuses difficultés, a réussi à effectuer sa mission, le 10 janvier 1917, mais trois personnes y ont perdu la vie, dont le commandant Æneas Mackintosh.

## Première Guerre mondiale
Shackleton retourne en Angleterre en mai 1917 alors que l'Europe est sous les feux de la Première Guerre mondiale. Il souffre d'une affection cardiaque, probablement aggravée par la fatigue de ses pénibles expéditions. Il est trop âgé pour s'enrôler, mais se porte volontaire, demandant à maintes reprises d'être affecté à un poste du front en France. À cette période de sa vie, il consomme déjà trop d'alcool,. En octobre 1917, il est envoyé à Buenos Aires pour renforcer la propagande britannique en Amérique du Sud. Sans formation de diplomate, il tente, en vain, de persuader l'Argentine et le Chili d'entrer en guerre aux côtés des Alliés. Il retourne en Angleterre en avril 1918.
Shackleton est ensuite brièvement impliqué dans une mission au Svalbard pour établir une présence britannique sur l'archipel, sous le couvert d'une exploitation minière. Sur le chemin, à Tromsø, il tombe malade, faisant peut-être une nouvelle crise cardiaque et doit rentrer, puis il est nommé pour une expédition militaire à Mourmansk où il se rend avec Frank Worsley, dans le nord de la Russie. L'armistice est signé le 11 novembre 1918 et quatre mois plus tard, en mars 1919, Shackleton revient de mission. Son esprit fourmillant d'idées nouvelles, il imagine un moyen de développer économiquement le Nord de la Russie, et commence la recherche de capitaux à cette fin. Ces plans sombrent quand la région tombe aux mains des bolcheviks. Il retourne donc à ses conférences et, en décembre 1919, publie South, son propre récit de l'expédition Endurance. Pour son effort de guerre dans le Nord de la Russie, Shackleton est nommé officier de l'ordre de l'Empire britannique (OBE).

## L'expédition Shackleton-Rowett (1921-1922)

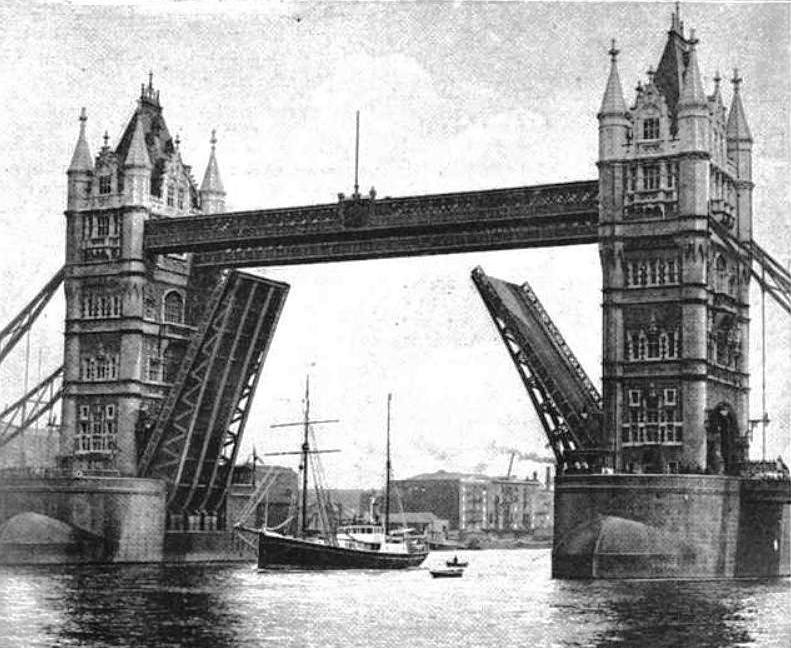
Le Quest passant sous le Tower Bridge de Londres

En 1920, las de ses conférences, Shackleton commence à envisager la possibilité d'une dernière expédition. Il envisage sérieusement d'aller explorer la mer de Beaufort, une zone de l'Arctique largement inexplorée, et son exploration suscite un intérêt de la part du gouvernement canadien. Avec l'aide de fonds fournis par un ancien camarade de classe, John Quiller Rowett, il fait l'acquisition d'un baleinier norvégien qu'il rebaptise Quest. À la suite de l'impossibilité d'obtenir des subventions du Canada, le plan initial change pour faire de l'Antarctique la nouvelle destination. Le projet est défini par Shackleton comme une « expédition océanographique et sub-antarctique ». Les desseins de l'entreprise sont imprécis, mais un tour du continent Antarctique et la recherche d'îles sub-antarctiques « perdues » ou mal localisées sont mentionnés comme objectifs. Rowett accepte de financer l'ensemble de l'expédition, devenue l'expédition Shackleton-Rowett. Elle quitte l'Angleterre le 24 septembre 1921.
Bien que certains anciens membres d'équipage n'aient pas reçu la totalité de leur rémunération au retour de l'expédition Endurance, nombre d'entre eux signent à nouveau avec le Boss. Lorsque l'équipage arrive à Rio de Janeiro au Brésil, Shackleton vient très probablement d'être victime d'une crise cardiaque. Il refuse cependant de subir un examen médical et ne cherche pas de traitement, de sorte que le Quest reprend sa navigation vers le sud. Le 4 janvier 1922, le navire jette l'ancre dans le port de Grytviken, en Géorgie du Sud.
Dans les premières heures du matin suivant, Shackleton convoque dans sa cabine le médecin de l'expédition, Alexander Macklin, se plaignant de maux de dos et d'autres gênes. Selon ses propres dires, Macklin aurait dit à Shackleton qu'il est surmené et qu'il devrait essayer de « mener une vie plus régulière ». Shackleton répond : « Vous voulez toujours me faire abandonner des choses, à quoi devrais-je donc renoncer ? », ce à quoi Macklin réplique : « Principalement à l'alcool, Boss ». Quelques instants plus tard, à 2 h 50 le 5 janvier 1922, Shackleton a une crise cardiaque fatale.

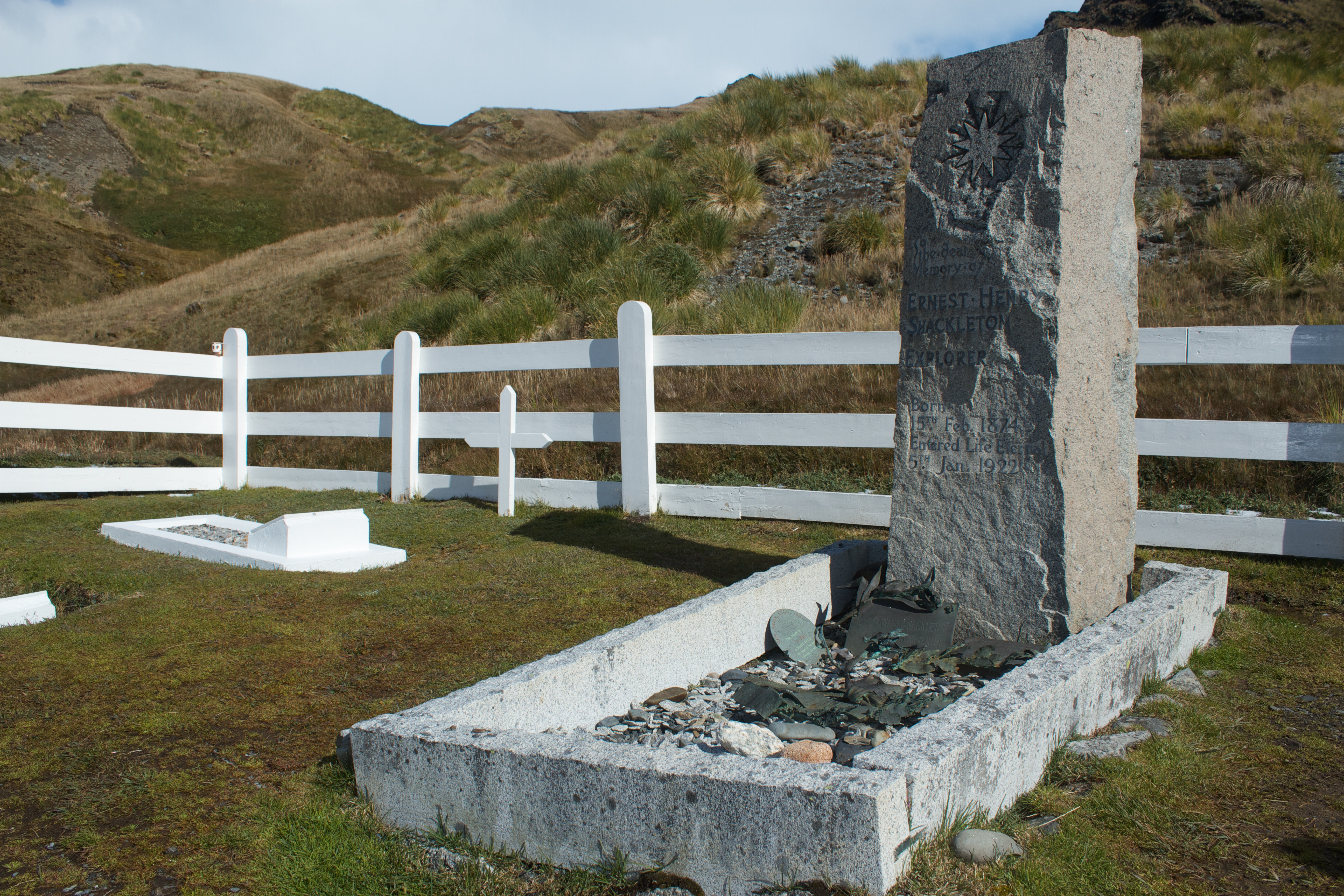
La tombe de Schackleton dans le cimetière de Grytviken.

Macklin, qui effectue l'autopsie, conclut que le décès est dû à l'athérome des artères coronaires exacerbée par un « surmenage au cours d'une période de faiblesse ». Leonard Hussey, un vétéran de l'expédition Endurance, propose de renvoyer le corps en Grande-Bretagne, mais alors qu'il est à Montevideo en Uruguay et en route vers l'Angleterre, il reçoit un message d'Emily Shackleton demandant que son mari soit enterré en Géorgie du Sud où il avait réussi l'exploit de la traversée de l'île pour chercher de l'aide et sauver ses hommes restés sur l'île de l'Éléphant lors de l'expédition Endurance. Entretemps, le 2 mars une cérémonie, avec les honneurs militaires, est organisée à l'Église de la Sainte-Trinité de Montevideo, ainsi qu'un service à la cathédrale Saint-Paul de Londres, auquel assistent le roi et d'autres membres de la famille royale. Hussey revient en Géorgie du Sud, accompagnant le corps. Le 5 mars 1922, Shackleton est enterré dans le cimetière de Grytviken, au pied de la montagne Ducie Fell, après une courte cérémonie dans l'église luthérienne. Macklin écrit dans son journal : « Je crois que c'est comme cela que le Boss aurait voulu lui-même [finir], seul sur une île loin de la civilisation, entouré de mers orageuses […], et à proximité de l'un de ses plus grands exploits ».

## Une dette colossale
Dès 1923, un an après la mort de Shackleton, Hugh Robert Mill publie une première biographie de son ami sous le titre The Life of Sir Ernest Shackleton. Ce livre, tout en rendant hommage à l'explorateur, est un moyen d'aider financièrement sa famille à éponger les quelque 40 000 £ de dettes — 2 millions £ de 2024 — que Shackleton a contractées. Une autre initiative est la création d'un fonds à la mémoire de Shackleton, pour contribuer à l'éducation de ses enfants et subvenir aux besoins de sa mère.

## Postérité

### Un héros reconnu tardivement

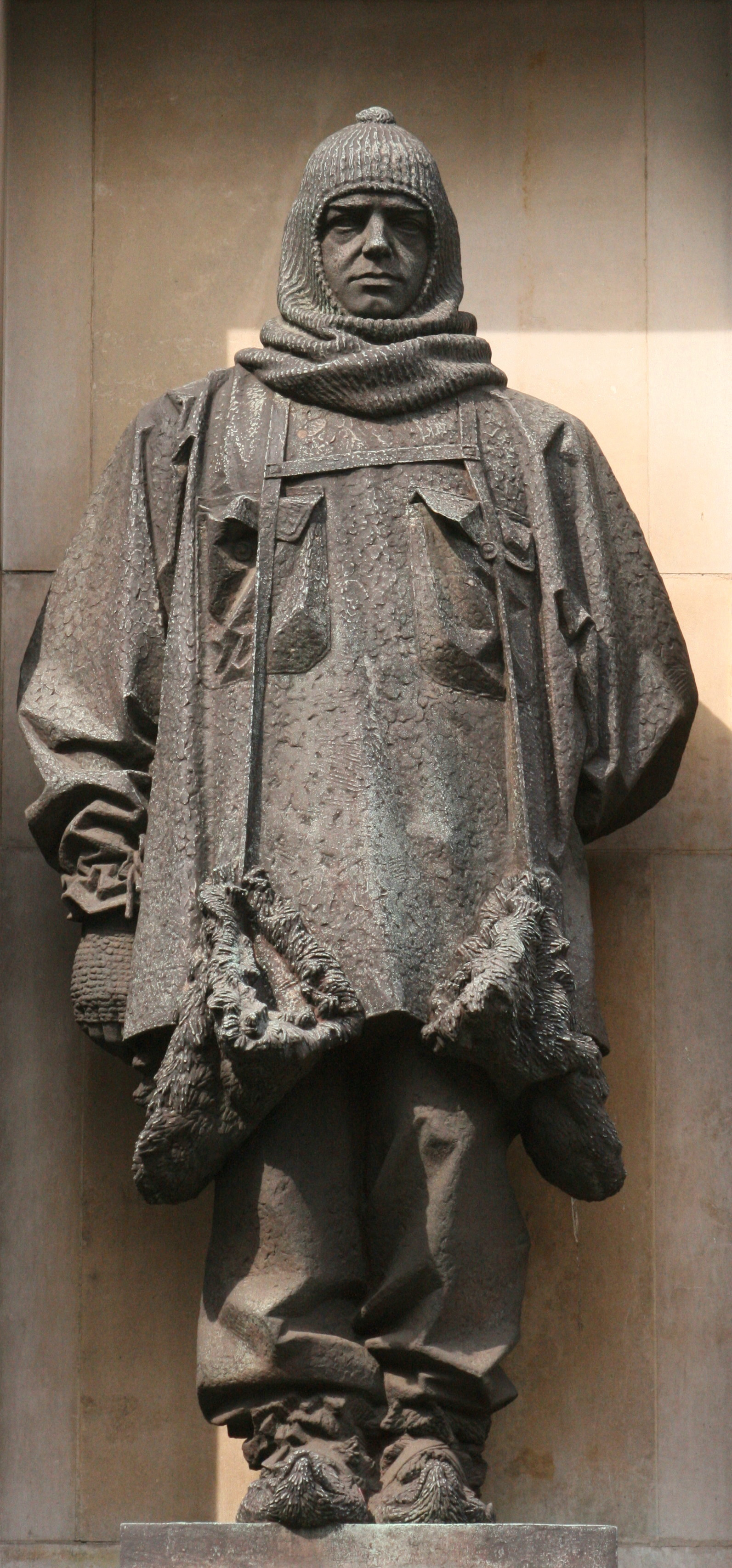
La statue de Shackleton qui orne le côté de la Royal Geographical Society dans le quartier de Kensington à Londres.

Au cours des décennies suivantes, le statut de héros polaire de Shackleton est généralement surpassé par celui du capitaine Robert Falcon Scott. En effet, l'équipe polaire de Scott est, en 1925, commémorée sur plus de 30 monuments dans la seule Grande-Bretagne (vitraux, statues, bustes etc.). Une statue de Shackleton, conçue par Sir Edwin Lutyens, est toutefois dévoilée au siège de Kensington de la Royal Geographical Society en 1932, mais les monuments publics représentant cet explorateur demeurent relativement peu nombreux. De même, les livres de l'époque montrent qu'une attention beaucoup plus grande est accordée à Scott et un livret de quarante pages publié en 1943 par Oxford University Press dans le cadre d'une série sur les « Grands exploits » est décrit par l'historienne Stephanie Barczewski comme le « seul exemple d'un traitement littéraire sur Shackleton, dans une mer de descriptions similaires sur Scott ». Cette disparité se poursuit dans les années 1950.
En 1959, Alfred Lansing publie Endurance: Shackleton's Incredible Voyage. C'est le premier d'un certain nombre de livres sur Shackleton qui commencent à apparaître et qui le montre sous un éclairage hautement favorable. Dans le même temps, l'état d'esprit à l'égard de Scott change peu à peu, à l'exemple du livre Scott and Amundsen, la double biographie de Roland Huntford publiée en 1979. Cette biographie est décrite par Barczewski comme une « attaque dévastatrice » : l'image négative qu'elle donne de Scott devient une vérité acceptée de tous, tout comme le genre d'héroïsme qu'il représente est victime de l'évolution culturelle de la fin du XXe siècle. En quelques années, il est complètement dépassé dans l'estime publique par Shackleton, dont la popularité monte en flèche tandis que celle de ses anciens rivaux diminue. En 2002, la BBC effectue un sondage pour déterminer les « 100 Greatest Britons » et Shackleton est classé 11e, tandis que Scott est 54e.
En 2001, Margaret Morrell et Stephanie Capparell présentent Shackleton comme un modèle de leadership dans leur livre Shackleton's Way: Leadership Lessons from the Great Antarctic Explorer. Elles écrivent : « Le nom de Shackleton résonne chez les cadres dans le monde contemporain des affaires. Son style de management proche de ses équipes peut être une inspiration pour quiconque a du pouvoir ». D'autres écrivains travaillant sur le management suivent rapidement et utilisent Shackleton comme un exemple pour mettre de l'ordre dans le chaos. Le Centre for Leadership Studies de l'université d'Exeter propose un cours sur l'explorateur, qui figure également dans les programmes d'éducation managériale de plusieurs universités américaines. À Boston, une « école Shackleton » est créée sur les principes d'une éducation tournée vers les activités extérieures, avec le slogan The Journey is Everything (« Le Voyage est Tout »). Il est également cité comme un modèle de leadership par l'United States Navy, et dans un manuel sur l'administration d’une congrégation, Peter Steinke désigne Shackleton comme étant l'archétype du « leader non-anxieux », dont le « calme [et] le comportement est l'antibiotique de la toxicité d'un comportement réactif ».
Dans un entretien datant de 1991, l'alpiniste Sir Edmund Hillary qui avec le sherpa Tensing Norgay sont les premiers hommes à avoir gravi l'Everest, cite Shackleton comme l'un de ses modèles de jeunesse.

### La fin de l'Âge héroïque
La mort de Shackleton marque la fin de l'Âge héroïque de l'exploration en Antarctique, une période caractérisée par la découverte géographique et les voyages d'exploration scientifique dans un continent largement inconnu, sans aucun des avantages des technologies modernes de communication comme la radio. Dans la préface de son livre The Worst Journey in the World, Apsley Cherry-Garrard, membre de l'équipe de Scott lors de l'expédition Terra Nova, écrit : « Pour une organisation scientifique et géographique, donnez-moi Scott ; pour un voyage d'hiver, Wilson ; une course vers le Pôle et rien d'autre, Amundsen ; et si je suis en détresse au fond d'un trou et que je veux en sortir, donnez-moi Shackleton à chaque fois ».

### Adaptations

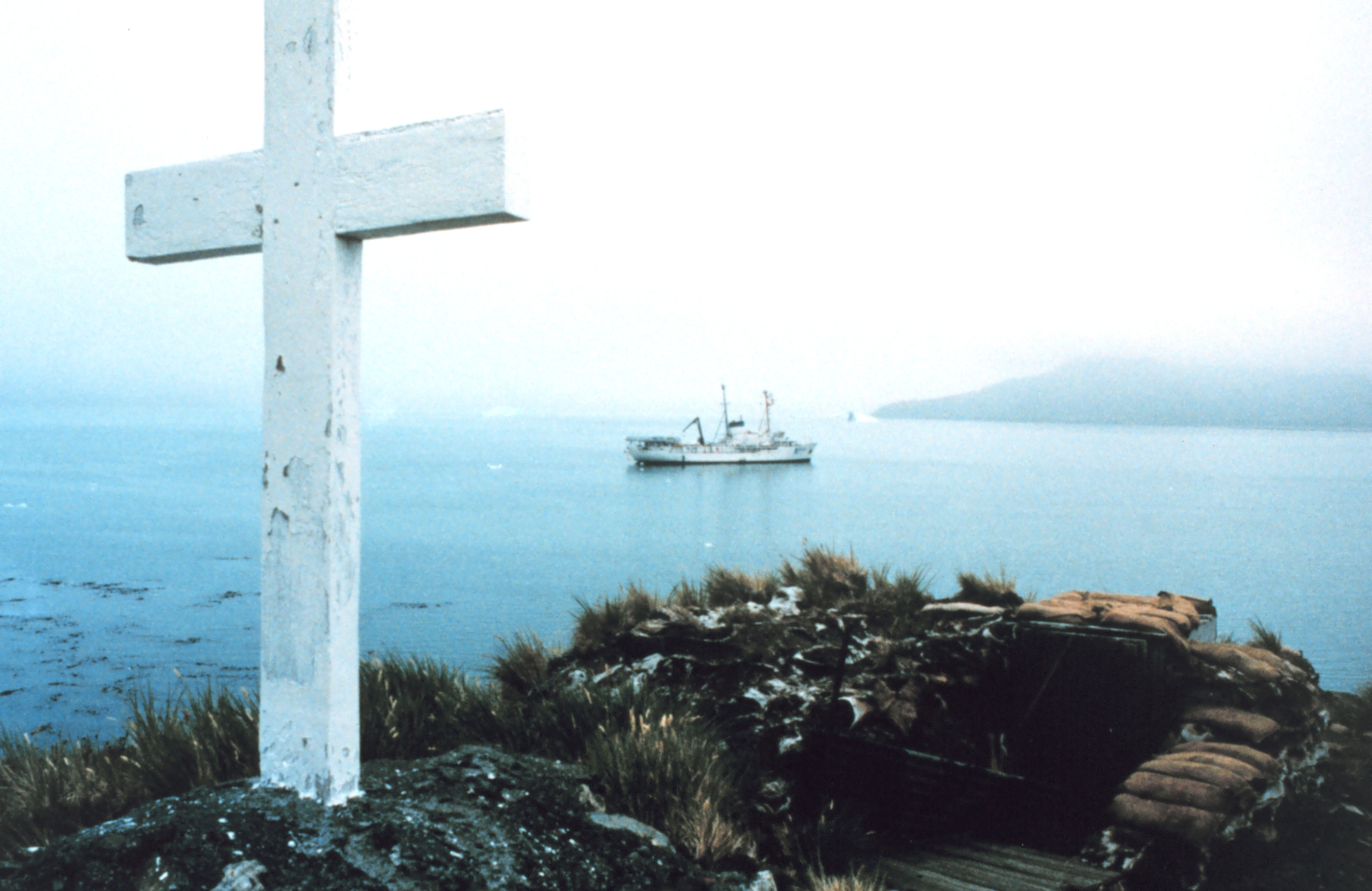
Cairn à la mémoire d'Ernest Shackleton à Grytviken à quelques encablures de sa tombe.

L'expédition Endurance comme symbole de l'exploration polaire et de l'héroïsme de Shackleton, rendue si proche par la force des photographies de Frank Hurley, a été adaptée dans un téléfilm en deux parties intitulé Shackleton (2002) où Kenneth Branagh joue le rôle-titre. Plus récemment en 2008, Pascal Bertho et Marc-Antoine Boidin ont adapté l'expédition en bande-dessinée.

### Musée
À Athy, la grande ville irlandaise du comté de Kildare proche de la bourgade où Shackleton est né, se trouve le seul musée qui lui est consacré. Celui-ci contient une maquette de l’Endurance, des artefacts liés à ses expéditions polaires, des photographies de famille, le film de Frank Hurley sur l'expédition Endurance et un véritable traîneau.

### Toponymes et dénominations
Le nom de Shackleton a été repris pour désigner des navires, des avions ou des lieux. Ainsi, la Royal Air Force a appelé en son honneur un de ses avions de patrouille maritime le Avro Shackleton, et pour continuer le clin d'œil nommera le successeur de cet avion, le Hawker Siddeley Nimrod, du nom d'une de ses expéditions. Le RRS Shackleton fut un navire océanographique actif de 1955 à 1992 en Antarctique. Il existe un cratère à son nom sur la Lune, une localité de l'Ohio, un village d'Australie-Occidentale, un étang dans l'État de New York et, comme pour beaucoup d'explorateurs polaires, des toponymes d'Antarctique ont été baptisés en son honneur comme le mont Shackleton, la chaîne Shackleton, le glacier Shackleton, la crique de Shackleton et la barrière de Shackleton. The Shackeltons, un groupe de rock américain, a été également nommé d'après lui malgré une modification de son orthographe.
Le principal centre de recherche britannique sur les régions polaires et la glaciologie, le Scott Polar Research Institute de l'université de Cambridge, porte cependant le nom de Robert Falcon Scott.

## Distinctions
- Commandeur de l'ordre royal de Victoria (CVO - 1909)[129]
- Chevalier (Knight Bachelor - 1909)[130]
- Officier de l'ordre de l'Empire britannique (OBE - 1919)[131]

## Publications

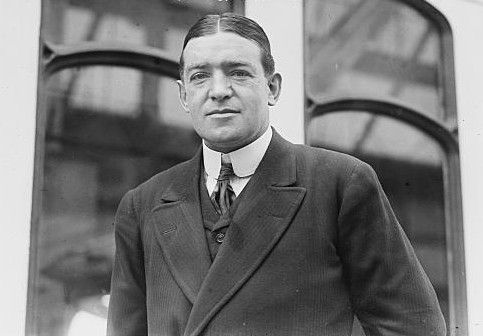
Ernest Shackleton.

- L'Odyssée de l'« Endurance », Phébus, Libretto, 1988, 330 pages avec 32 pages de photographies hors-texte (noir et blanc). Préface de Paul-Émile Victor.
- Au cœur de l'Antarctique - Vers le pôle sud (1908-1909), Phébus, Libretto, 1997, 217 pages.
- (en) Ernest Shackleton, The Heart of the Antarctic : The Farthest South Expedition, 1907-1909, William Heinemann, 1911
- Mon expédition au Sud Polaire (1914-1917), traduction de M.L. Landel, Alfred Mame et fils, Tours, 1928, 311 pages.
- (en) Aurora Australis: The British Antarctic Expedition, 1909.
- (en) Ernest Shackleton, South : The story of Shackleton's 1914–17 expedition, Century Publishing, 1982 (ISBN 0-7126-0111-2)
- L'Endurance, éditions Paulsen, 2013

### Bibliographie

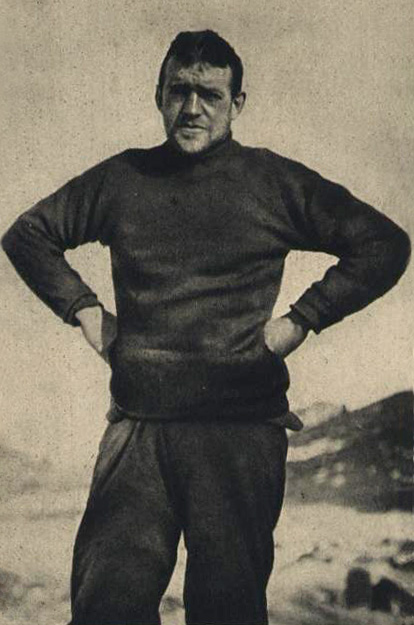
Shackleton en tenue d'explorateur, en 1916.